# Aëropos (Sohn des Ares)
Aëropos (altgriechisch Ἀέροπος Aéropos) ist in der griechischen Mythologie der Sohn von Ares und Aërope, einer Tochter des Königs Kepheus von Tegea.
Laut Pausanias gebar Aërope dem Ares den Aëropos, starb aber während der Geburt. Ares sorgte dafür, dass der Neugeborene dennoch an der Brust der toten Mutter ausgiebig gestillt werden konnte, und erhielt daraufhin den Beinamen Aphneios, der Ergiebige. Ein Heiligtum des Aphneios in der Nähe von Tegea erinnerte noch zur Zeit des Pausanias an die Anekdote und der Hügel, auf dem das Heiligtum stand, trug einst den Namen Aëropos. An anderer Stelle nennt Pausanias allerdings Kepheus als Vater des Aëropos und diesen als Vater des Echemos.